# Lidtjärnen (Norsjö socken, Västerbotten, 720463-167946)
Lidtjärnen är en sjö i Norsjö kommun i Västerbotten och ingår i Rickleåns huvudavrinningsområde.